# Frederick Hervey (4e marquis de Bristol)
Frederick William Fane Hervey, 4e marquis de Bristol (8 novembre 1863 - 24 octobre 1951) est un noble britannique, officier de marine et politicien du Parti conservateur.

## Biographie
Hervey est le fils d'Augustus Henry Charles Hervey (1837–1875), le frère cadet du 3e marquis de Bristol. Il est né à Dresde, en Allemagne, où son père est en poste.
Il fait ses études à l'école Tonbridge et à la Royal Naval Academy d'Eastman avant de rejoindre le HMS Britannia en tant que cadet en janvier 1877. Il est aspirant à l'âge de 15 ans.
En août 1901, il est nommé commandant du croiseur HMS Prometheus, qui est chargé de servir dans la flotte de la Manche le septembre suivant. Il est promu capitaine le 31 décembre 1901 et sert dans ce grade pendant une décennie, commandant le cuirassé Renown pendant deux mois à la fin de 1907. Il est placé sur la liste des retraités au rang de contre-amiral en mai 1911.
Hervey est élu aux élections générales de janvier 1906 comme député de Bury St Edmunds, mais démissionne automatiquement en août de l'année suivante lorsqu'il succède à son oncle dans les pairies. Il devient plus tard président du conseil du comté de West Suffolk de 1915 à 1934.

## Famille

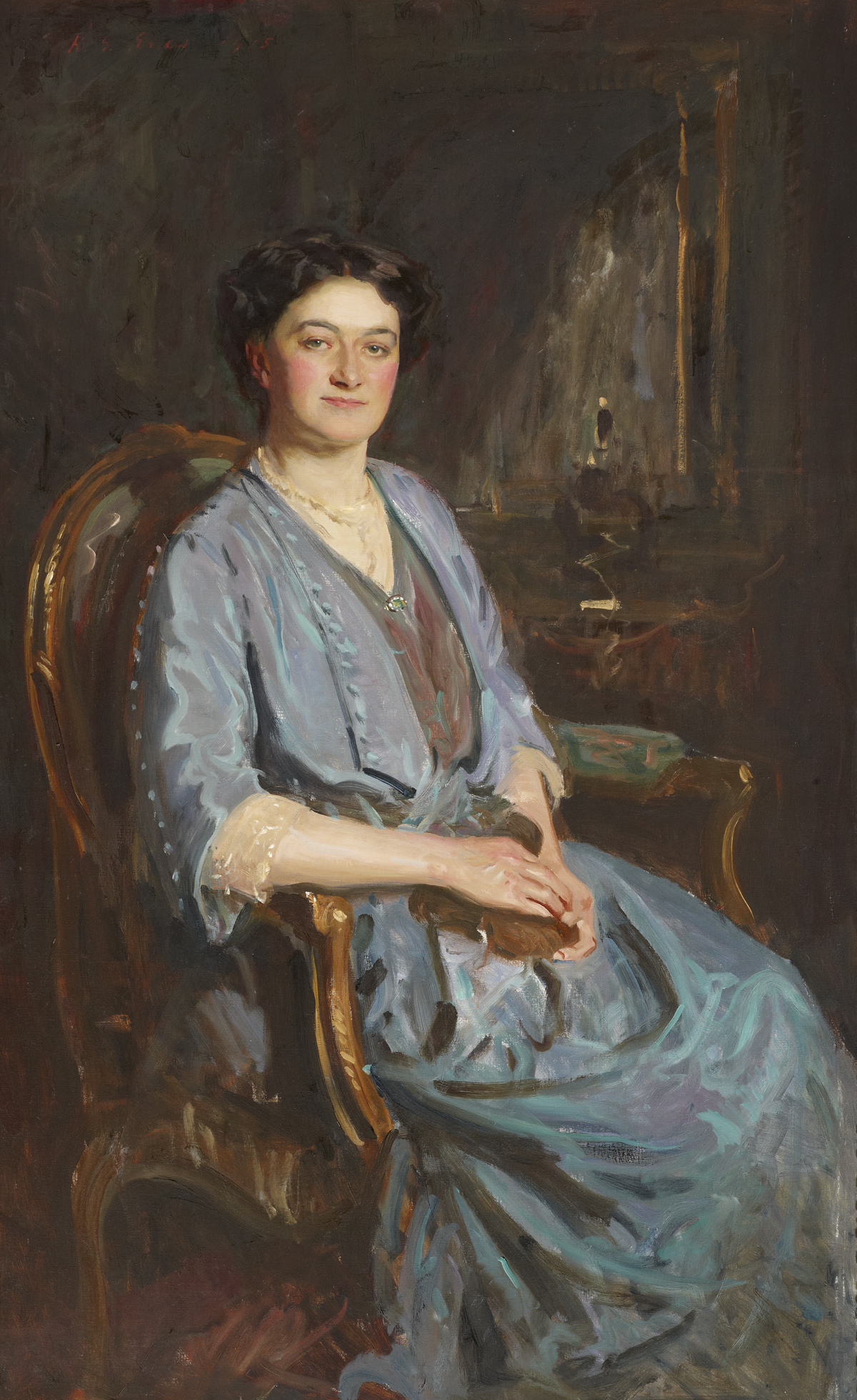
Alice Frances Theodora Wythes en 1915

Le 4e marquis épouse l'héritière Alice Frances Theodora Wythes (1875–1957) en 1896. Ils ont deux filles, Phyllis Hervey et Marjorie Hervey. Marjorie épouse John Erskine (Lord Erskine) (en).
En 1907, la famille déménage de la loge à Ickworth House, le siège de la famille, qui, comme la plupart des maisons de campagne anglaises d'avant-guerre, a maintenu une grande suite. Le frère du 4e marquis est Lord Manner Hervey, recteur de 1900 à 1944 du village voisin de Horringer, qui prend également des services à l'église Ickworth, le jeune frère prêchant à l'aîné.
Lord Bristol est remplacé par son plus jeune frère Herbert Hervey (5e marquis de Bristol).